# Episodi di Boston Legal (prima stagione)
Questa voce contiene riassunti, dettagli e crediti dei registi e degli sceneggiatori della prima stagione della serie televisiva Boston Legal.
Negli Stati Uniti è stata trasmessa per la prima volta dal 3 ottobre 2004 al 20 marzo 2005 su ABC. In Italia è stata trasmessa su Fox Crime dall'8 ottobre al 26 novembre 2006. In chiaro, i primi 9 episodi sono stati trasmessi su Rete 4 dal 7 luglio all'8 settembre 2007, mentre i restanti 8 episodi sono andati in onda nei giorni feriali dal 5 gennaio all'11 gennaio 2010.
| nº | Titolo originale                  | Titolo italiano         | Prima TV USA     | Prima TV Italia  |
| -- | --------------------------------- | ----------------------- | ---------------- | ---------------- |
| 1  | Head Cases                        | Motivi di orgoglio      | 3 ottobre 2004   | 8 ottobre 2006   |
| 2  | Still Crazy After All These Years | Pazza di te             | 10 ottobre 2004  | 8 ottobre 2006   |
| 3  | Catch and Release                 | Prendere e lasciare     | 17 ottobre 2004  | 15 ottobre 2006  |
| 4  | Change of Course                  | Cambiamento di rotta    | 24 ottobre 2004  | 15 ottobre 2006  |
| 5  | An Eye For an Eye                 | Occhio per occhio       | 31 ottobre 2004  | 22 ottobre 2006  |
| 6  | Truth Be Told                     | A dire la verità        | 7 novembre 2004  | 22 ottobre 2006  |
| 7  | Questionable Characters           | Dimissioni scomode      | 21 novembre 2004 | 29 ottobre 2006  |
| 8  | Loose Lips                        | La scommessa            | 28 novembre 2004 | 29 ottobre 2006  |
| 9  | A Greater Good                    | La lealtà vale qualcosa | 12 dicembre 2004 | 5 novembre 2006  |
| 10 | Hired Guns                        | I misteri della mente   | 19 dicembre 2004 | 5 novembre 2006  |
| 11 | Schmidt Happens                   | Diritti umani           | 9 gennaio 2005   | 12 novembre 2006 |
| 12 | From Whence We Came               | Da dove veniamo         | 16 gennaio 2005  | 12 novembre 2006 |
| 13 | It Girls and Beyond               | Le ragazze rampanti     | 23 gennaio 2005  | 19 novembre 2006 |
| 14 | 'Til We Meat Again                | La rissa                | 13 febbraio 2005 | 19 novembre 2006 |
| 15 | Tortured Souls                    | Il lato oscuro          | 20 febbraio 2005 | 26 novembre 2006 |
| 16 | Let Sales Ring                    | Libertà di scelta       | 13 marzo 2005    | 26 novembre 2006 |
| 17 | Death Be Not Proud                | Le vie della giustizia  | 20 marzo 2005    | 26 novembre 2006 |

## Motivi di orgoglio
- Titolo originale: Head Cases
- Diretto da: Bill D'Elia
- Scritto da: Scott Kaufer, Jeff Rake e David E. Kelley

### Trama
Quando Edwin Poole, uno dei soci anziani dello studio Crane, Poole & Schmidt, si presenta ad una riunione senza pantaloni, nel pieno di un crollo nervoso, Paul Lewiston chiede a Brad Chase, della sede di Washington, di fermarsi a Boston per tenere sotto controllo l'imprevedibile Denny Crane. Ma il nuovo arrivato entra subito in conflitto con Alan Shore, che accetta prontamente la sua sfida di sostenere una causa scommettendo sul pagamento delle spese processuali, motivato anche dalla scoperta che Chase ha avuto in passato una relazione con la sua attuale compagna, Sally Heep. Alan rappresenta la madre di una bambina nera che accusa di discriminazione razziale la produzione del musical Annie per non aver scelto la figlia malgrado il suo talento. Il giudice gli dà torto ma, grazie all'efficace esibizione in tribunale del Reverendo Al Sharpton, inviato appositamente da Danny Crane, la produzione decide di risolvere la controversia offrendo alla bambina il ruolo di sostituta della protagonista nei weekend.
Brad e Sally intanto lavorano insieme ad un caso di Poole, rappresentando Sharon, che per motivi di lavoro deve trasferirsi con i figli a New York, ma è ostacolata dall'ex marito Matthew. Anche qui la causa è persa in tribunale, ma vinta con altri mezzi, grazie all'intervento di Alan, non richiesto né apprezzato da Brad, che si serve di una prostituta per adescare l'uomo e scattare delle foto compromettenti con cui ricattarlo e farlo acconsentire al trasferimento della moglie.
Uno dei più importanti clienti dello studio, Ernie Dell, è convinto che la giovane moglie lo tradisca e vuole che venga assunto un investigatore per ottenerne le prove e chiedere l'annullamento del matrimonio. Malgrado i tentativi di Lory Colson di dissuaderlo con l'aiuto della seducente Tara Wilson, Dell scopre la verità: non solo i suoi sospetti sono fondati, ma a tradirlo è addirittura il suo buon amico Danny Crane. Affronta quindi l'avvocato pistola in pugno, ma le sue intenzioni omicide sono neutralizzate dall'atteggiamento dell'altro, che afferma di desiderare una simile uscita di scena clamorosa che gli eviti un'anonima decadenza... e anche dal fatto che la pistola sia a salve.
- Altri interpreti: Larry Miller (Edwin Poole), John Michael Higgins (Jerry Austin), Melora Hardin (Sharon Brant), Todd Stashwick (Matthew Calder), Aisha Hinds (Beah Toomy), Don McManus (A.D.A. John Lennox), Anne Betancourt (Giudice Isabel Hernandez), Helen Eigenberg (Atty. Tompkins), Sharon Lawrence (Giudice Rita Sharpley), Philip Baker Hall (Ernie Dell), Al Sharpton (se stesso)
- Ascolti: 689 000 telespettatori - share: 7,61%

## Pazza di te
- Titolo originale: Still Crazy After All These Years
- Diretto da: Charles Haid
- Scritto da: Kerry Ehrin e David E. Kelley

### Trama
- Altri interpreti: Victor Raider-Wexler (Dr. Bender), Steven Anderson (Walter Seymore), Joel Anderson (Atty. Kevin Ripley), Andy Milder (Dr. Gill), Penelope Windust (Martha Silver), Rich Cooper (Paul Rober), Eric A. Payne (Sam Halpern), Frances Fisher (Carrie Lansing), Elizabeth Mitchell (Christine Pauley)
- Ascolti: 698 000 telespettatori - share: 7,72%

## Prendere e lasciare
- Titolo originale: Catch and Release
- Diretto da: Daniel Attias
- Scritto da: Peter Ocko e David E. Kelley (soggetto), David E. Kelley (sceneggiatura)

### Trama
- Altri interpreti: Freddie Prinze Jr. (Donny Crane), Dean Norris (Byron Kaneb), Lombardo Boyar (Ramone Valasquez), Susan Floyd (Wendy Moore), Christine Tucci (D.A. Mary Ann Huff), Steven Anderson (Walter Seymore), Todd Waring (Daniel Ralston), Patricia Belcher (Giudice Leslie Bishop), Michael Ensign (Giudice	Paul Resnick), Elizabeth Mitchell (Christine Pauley)
- Ascolti: 569 000 telespettatori - share: 6,59%

## Cambiamento di rotta
- Titolo originale: Change of Course
- Diretto da: Ron Underwood
- Scritto da: David E. Kelley e Jonathan Shapiro (soggetto), David E. Kelley (sceneggiatura)

### Trama
- Altri interpreti: Larry Miller (Edwin Poole), Jeremiah Birkett (Warren Litch), Robert Joy (A.D.A. William Preston), Richard Portnow (Giudice Peter Harding), David Noroña (A.D.A. Harris), Will Radford (Miles Tibbet), David Kaufman (Dr. Sam Karp), Anita Finlay (Helen Poole), Thomas Kopache (Giudice Dale Wallace)
- Ascolti: 545 000 telespettatori - share: 6,04%

## Occhio per occhio
- Titolo originale: An Eye For an Eye
- Diretto da: Mike Listo
- Scritto da: David E. Kelley, Jeff Rake

### Trama
- Altri interpreti:
- Ascolti: 542 000 telespettatori - share: 6,51%

## A dire la verità
- Titolo originale: Truth Be Told
- Diretto da: Tucker Gates
- Scritto da: Scott Kaufer

### Trama
- Ascolti: 577 000 telespettatori - share: 6,39%

## Dimissioni scomode
- Titolo originale: Questionable Characters
- Diretto da: Mel Damski
- Scritto da: Lukas Reiter

### Trama
- Ascolti: 615 000 telespettatori - share: 7,36%

## La scommessa
- Titolo originale: Loose Lips
- Diretto da: Jeannot Szwarc
- Scritto da: Jonathan Shapiro e David E. Kelley

### Trama
- Altri interpreti: H. Richard Greene (Giudice Harry Hingham), George Newbern (Dr. Allen Konigsberg), Cheryl White (Mary Stevens), Jim O'Heir (Gil Furnald), Neal Matarazzo (Brian Stevens), Wayne Wilderson (Attorney Paul Phillips), Vicki Davis (Sylvia Donato), Debbie Lee Carrington (Patty)

## La lealtà vale qualcosa
- Titolo originale: A Greater Good
- Diretto da: Arlene Sanford
- Scritto da: Peter Ocko

### Trama
- Altri interpreti:

## I misteri della mente
- Titolo originale: Hired Guns
- Diretto da: Dennis Smith
- Scritto da: David E. Kelley

### Trama
- Altri interpreti: Jodi Lyn O'Keefe (Nora Jacobs)

## Diritti umani
- Titolo originale: Schmidt Happens
- Diretto da: Allison Liddi-Brown
- Scritto da: David E. Kelley

### Trama
- Altri interpreti: Jodi Lyn O'Keefe (Nora Jacobs)

## Da dove veniamo
- Titolo originale: From Whence We Came
- Diretto da: Mike Listo
- Scritto da: David E. Kelley

### Trama
- Altri interpreti: Jodi Lyn O'Keefe (Nora Jacobs)

## Le ragazze rampanti
- Titolo originale: Its Girls and Beyond
- Diretto da: Mike Listo
- Scritto da: Jonathan Shapiro e David E. Kelley

## La rissa
- Titolo originale: 'Til We Meat Again
- Diretto da: Bill D'Elia
- Scritto da: David E. Kelley

## Il lato oscuro
- Titolo originale: Tortured Souls
- Diretto da: Jeff Bleckner
- Scritto da: David E. Kelley

## Libertà di scelta
- Titolo originale: Let Sales Ring
- Diretto da: Hubert De La Bouillerie
- Scritto da: David E. Kelley

## Le vie della giustizia
- Titolo originale: Death Be Not Proud
- Diretto da: Matt Shakman
- Scritto da: David E. Kelley e Jonathan Shapiro

### Trama
- Altri interpreti: